# Йельская школа права

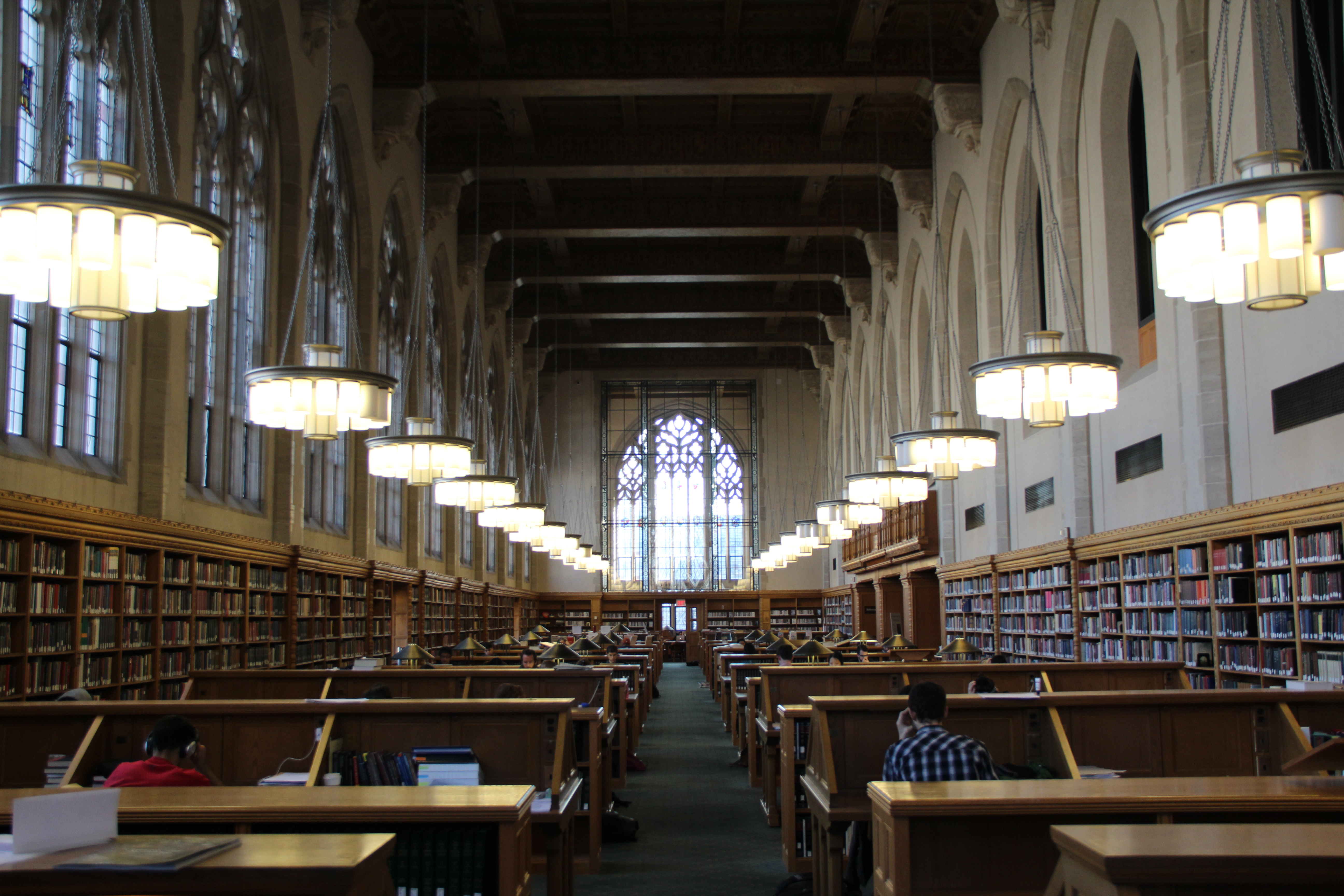
Юридическая библиотека им. Лилиан Голдман

Йельская школа права (англ. Yale Law School) — юридический факультет Йельского университета, расположенного в Нью-Хейвене, Коннектикут, США. Основана в 1824 году.

## Престиж и образовательные программы
Небольшой размер школы и её престижность позволяют ей предъявлять более жёсткие критерии набора студентов относительно любой другой юридической школы в США. 
Школа ежегодно занимает первое место в рейтинге школ права в США с тех пор, как журнал U.S. News and World Report начал публиковать такую оценку. 
По окончании соответствующего курса обучения её студенты могут получить следующие степени в области права: J.D. , LL.M., J.S.D.  и M.S.L. . Начиная с 2013 года, YLS также предлагает обучение на степень Ph.D.
Каждый год на трехлетнюю программу обучения на степень J.D. принимаются около 200 студентов.

## Библиотека и журнал
Юридическая библиотека им. Лилиан Голдман является одной из крупнейших юридических библиотек в мире, содержащая  около 800 тыс. томов, в том числе около 200 тыс. томов по международному праву и праву иностранных государств. 
Школа издаёт свой журнал «Yale Law Journal». 

## Известные выпускники и сотрудники

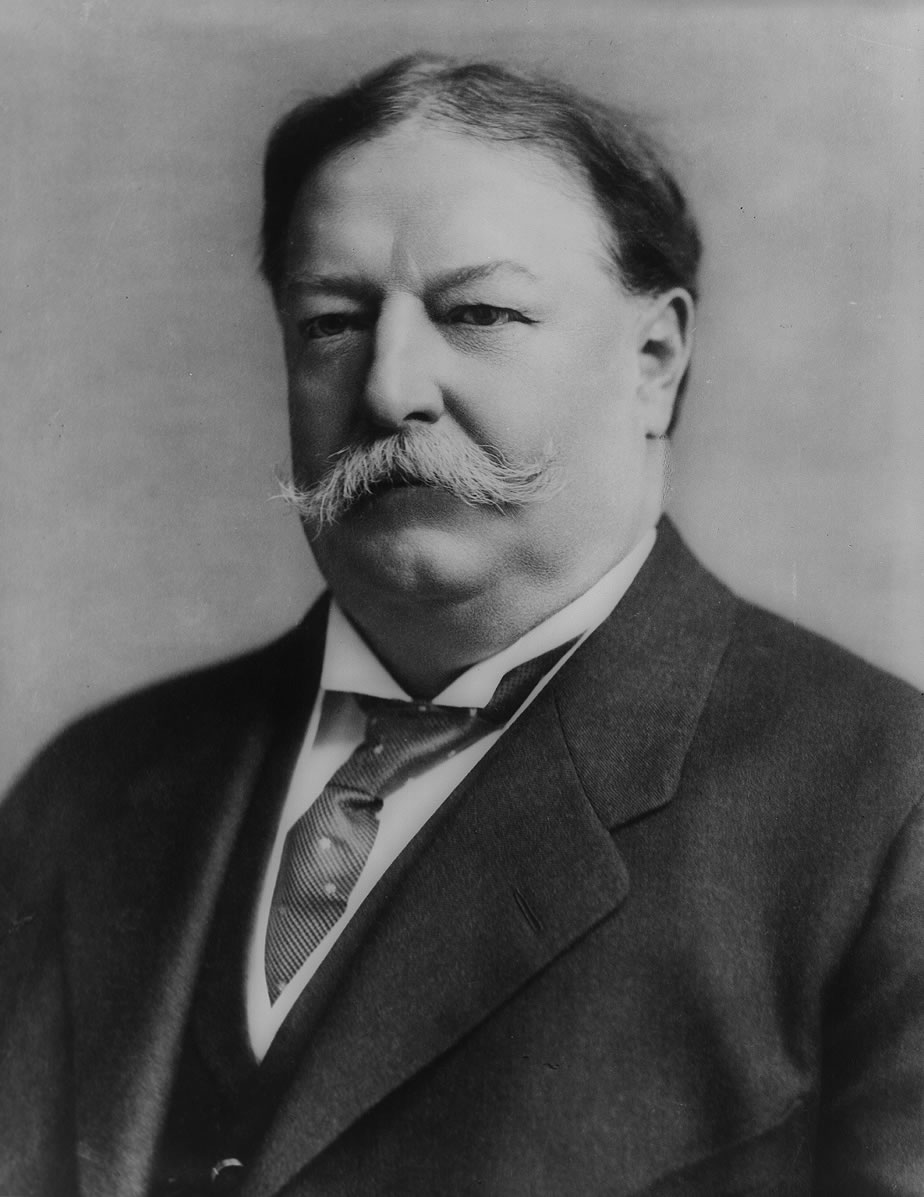
Уильям Тафт

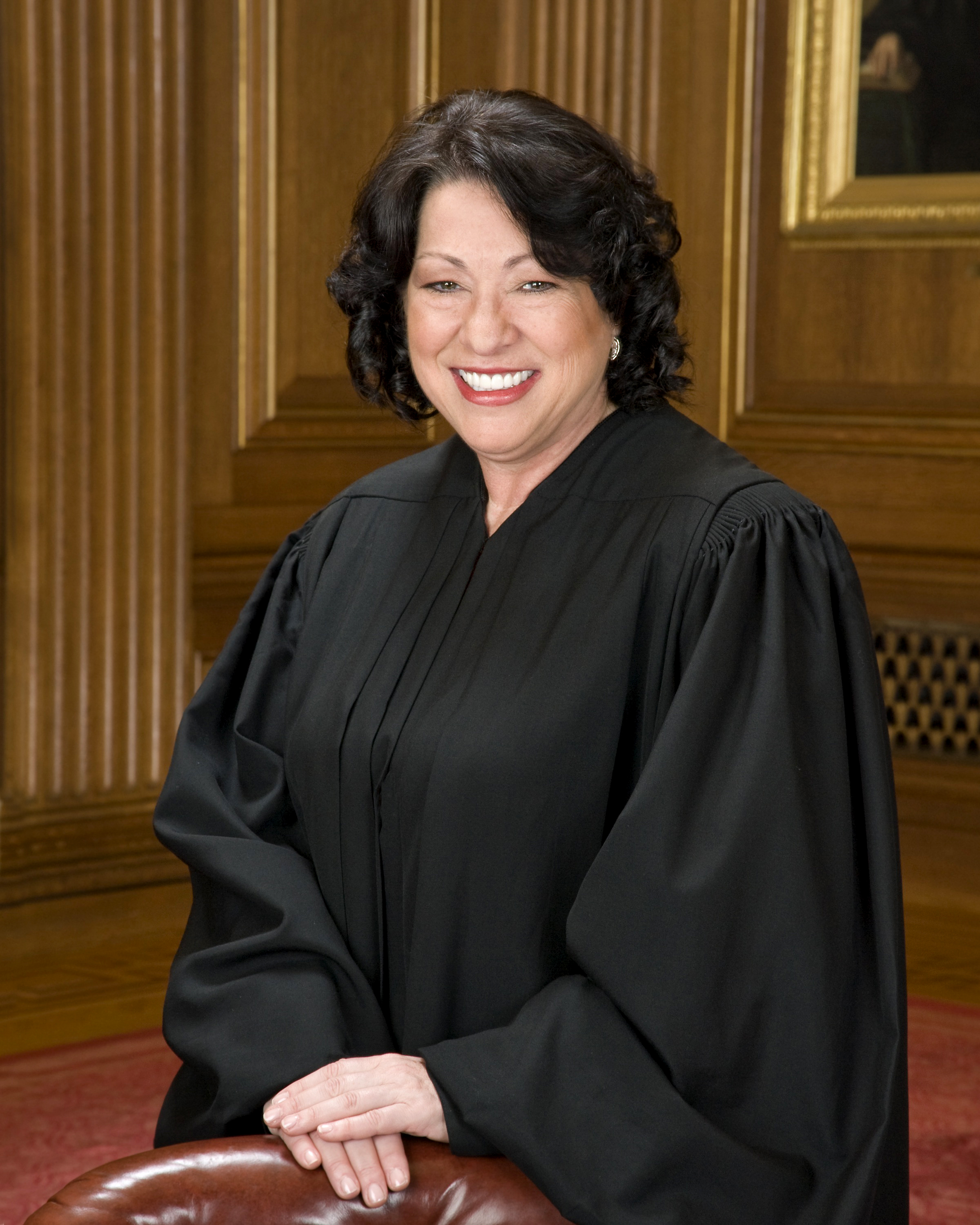
Соня Сотомайор

(см. также List of Yale Law School alumni  (англ.))
Среди выпускников и преподавателей Йельской школы права — такие выдающиеся учёные и политические деятели, как 
- Уильям Говард Тафт — президент США, профессор конституционного права юридического факультета Йельского университета с 1913 года, пока он не ушел в отставку, чтобы стать в 1921 году главным судьёй США,
- президенты США Джеральд Форд и Билл Клинтон,
- государственный секретарь США Хиллари Клинтон, встретившаяся со своим однокурсником Биллом в юридической библиотеке им. Лилиан Гольдман,
- Карл Карстенс — президент Германии,
- Хосе Лаурель — президент Республики Филиппины,
- Питер Мутарика — президент Республики Малави,
- Сальвадор Идальго Лаурель — вице-президент, премьер-министр Республики Филиппины,
- Джей Ди Вэнс — 50-й Вице-президент США
- члены Верховного суда США: Дэвид Дэвис, Генри Биллингс Браун (не окончил), Джордж Ширас-младший (не окончил), Эйб Фортас, Шерман Минтон, Поттер Стюарт, Байрон Уайт, Кларенс Томас, Сэмюэль Алито, Соня Сотомайор, Бретт Кавано (четыре последних действующие).
- Генеральные прокуроры США: Эдвардс Пьерпонт, Альфонсо Тафт, Уэйн MaкВиг, Гомер Стилль Каммингс, Герберт Браунелл, Николас Катценбах, Эдвард Леви, Питер Кайслер (исполнял обязанности), Майкл Мукасей.
- Генеральные солиситоры США: Томас Тэтчер, Дрю Даус III, Уолтер Деллинджер III, Сет Ваксман, Нил Катьял.
- деканы восьми из десяти юридических школ, имеющих высший рейтинг в США: Йельской, Гарвардской, Колумбийской, Чикаго, Нью-Йоркского университета, университетов штатов Мичиган, Вирджиния и Пенсильвания.